# Apuldram
Apuldram, també escrit Appledram, és un municipi del Regne Unit, situat al comtat de West Sussex al sud d'Anglaterra. Aquest petit poble no té un nucli de població central sinó que les seves cases estan disseminades pel seu territori, la major part de les quals són granges. Segons el cens del 2011 hi havia 169 habitants, un nombre que havia disminuït el 9% respecte de cens anteriors. Els pintors Richard Henry Nibbs i George Lambert van escollir aquest poble com a tema per als seus quadres.

## Geografia
Apuldram està al nord-est de Chichester Harbour el port natural que es forma a Solent, l'estret que separa l'illa de Gran Bretanya de l'illa de Wight. A uns 3 km al sud-oest està la ciutat de Chichester.
Pel territori municipal d'Apuldram passa el riu Lavant, al voltant del qual hi ha granges i camps de conreu. Diversos camins porten a llocs des d'on es pot veure el canal de Chichester i el port.

## Toponímia
En els registres el nom apareix escrit de diverses maneres: Apulderham, Apeldreham (1121), Appeltrieham (1198), Appuldram (1440), però durant molts segles el que més es va fer servir a l'església local i els seus ciutadans va ser Apuldram. Les autoritats civils accepten dues formes: Appledram i Apuldram.
W D Peckham, en el seu llibre sobre toponímia anglesa, escrit el 1929, explicava l'origen del nom dient que aquest indret estava format per una argila sobre un subsòl de marga, que era el terreny ideal per conrear pomeres (apple en anglès vol dir «poma»). Això no obstant, enlloc no s'han trobat indicis del conreu d'aquest arbre, però si de: cereals. De fet, el principal producte de l'economia local ha estat sempre la llana, és a dir que els camps s'han fet servir sobretot per pasturar les ovelles.
Richard Ratcliffe, en la seva història local, presenta la possibilitat, però no la defensa, que el nom podria derivar de polder, una paraula neerlandesa que vol dir «terra baixa protegida del mar o guanyada al mar» i això seria una descripció que encaixaria amb la major part del territori municipal.
Altres topònims d'indrets d'Apuldram reflecteixen les activitats que en algun temps s'hi van dur a terme, com Salterns Copse, per les salines que hi va haver. La legislació del segle xvii va acabar amb la major part de la indústria salinera de la regió de Sussex, però la d'Apuldram va sobreviure fins a mitjan segle xix, quan el lliure mercat va obrir el país a la importació de sal d'altres llocs d'Europa. Un altre indret anomenat Copperas Point, indica que un temps enrere va haver una fàbrica de sulfat de ferro (II), substància antigament dita copperas, que feien amb pirita d'una mina local.

## Història
En època anglosaxona i uns anys després de la conquesta normanda, aquesta zona era part d'una hisenda que pertanyia a una casa senyorial anomenada Manor of Bosham, que al segle xi, durant el regnat d'Eduard el Confessor, era propietat de Godwin, el poderós comte de Wessex, el fill del qual va ser rei Harold II d'Anglaterra. Quan Guillem el Conqueridor va derrotar Harold II, se'n va apropiar de la hisenda.
El 1125 el rei Enric I va donar els terrenys d'Apuldram al monestir de Battle Abbey. Tanmateix, el College of Bosham va continuar sent el responsable d'Apuldram en matèria eclesiàstica i en un dels sis cànons d'aquesta institució tenia la prebenda, de la qual es pagava un funcionari per gestionar la parròquia. Durant un temps la prebenda d'Apuldram va designar com a gestor a William de Wykeham, bisbe de Winchester.
El 1197 Battle Abbey va transferir la possessió a sir Michael de Appeltrieham, batlle de Sussex. El territori va ser expropiat amb la dissolució dels monestirs decretada per Enric VIII. El 1580 Elisabet I va donar Appleddram a William Howard, comte d'Effingham. A la seva mort va passar al seu fill Charles, l'almirall general de la flota anglesa.

## Edificis d'interès històric
L'església
La primera església es va construir poc després del 1100, però l'aspecte que presenta actualment és una obra posterior, feta probablement vers el 1250. La nau lateral, al sud de la que ja existia, es va afegir un segle més tard. El cor té tres finestres d'arc ogival amb pilastres de marbre de Purbeck. A l'altar hi ha rajoles d'època victoriana, però la resta de la pavimentació és medieval. La pila baptismal mostra senyals de maltractament, probablement de l'època de Cromwell.
La mansió Rymans

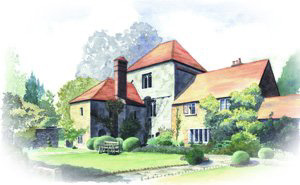
Rymans

Aquesta mansió està catalogada com a patrimoni nacional de grau I. La primera casa de què es té notícia en aquest lloc va ser construïda per Chauns al segle xiii i, a començaments del segle xiv William Ryman en va afegir la torre de tres pisos i va allargar l'edific amb una ala vers el sud. William Ryman era un destacat advocat i el seu fill, sir William Ryman, va ser batlle (sheriff) del comtat de Sussex. Aquesta família va ser propietària d'Apuldram durant segles fins que la van vendre el 1619 a William Smyth de Binderton. El 1730 l'herència va quedar en disputa i un jutge va decidir dividir-la entre les dues filles de George Smyth. La mansió Rymans i uns 300 acres (120 hectàrees) van passar a Barbara, casada amb el reverend William Barttelot. Un altre edifici, Apuldram Manor i la mateixa quantitat de terra va passar a la seva germana Mary.
Apuldram Manor
Aquesta mansió està catalogada com a patrimoni nacional de grau II. Data d'inicis del segle xvii i la façana nord té un gablet holandès, poc vist en aquesta contrada. Poc després de la seva construcció fou venuda a William Smyth; va passar, per mitjà de la seva neta Mary, al seu marit William Hamilton i va restar en la família Hamilton durant un segle i mig.

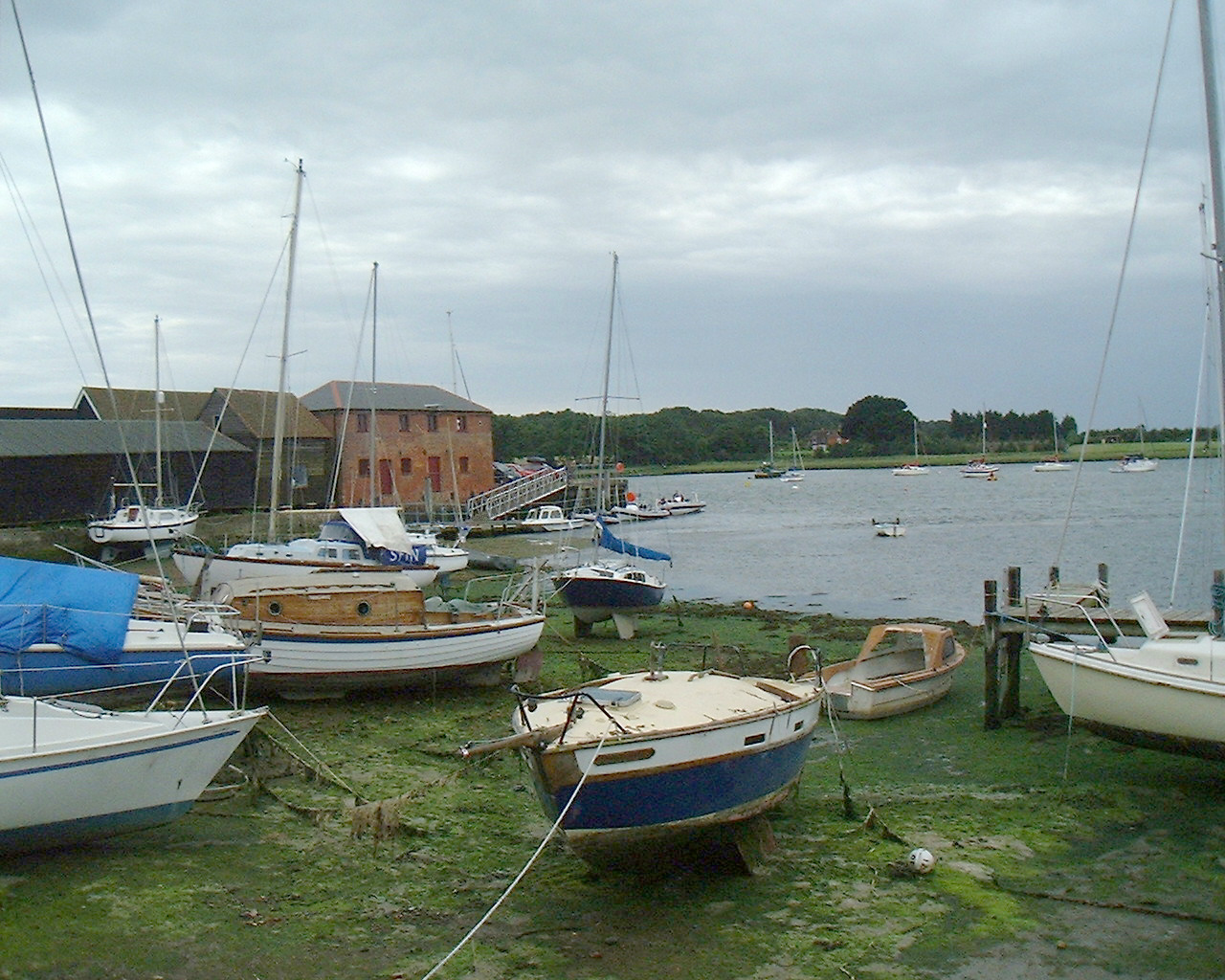
 Dell Quay
En època romana el port natural era navegable fins a Fishbourne. El nivell de l'aigua va pujar en l'edat mitjana i part de la terra es va perdre sota el mar. L'existència d'un molí a la vora del riu Lavant és una prova que anteriorment el nivell de l'aigua era més alt. El 1274 va haver una inundació i es van començar a instal·lar murs de protecció, l'inici del que seria Dell Quall, que vol dir «el moll de la vall». La zona de desembarcament es va traslladar riu amunt, no tan a prop de la mar. Durant les obres van construir un canal, actualment sec, que comunicava amb el centre de l'Apuldram medieval. Per aquest port s'exportava principalment llana i productes tèxtils.
El moll de fusta es va construir al segle xvi per ordre de lord Fitzwilliam de Cowdray, almirall general del 1536 al 1540. En aquella època era l'únic port oficial per arribar a Chichester, i anteriorment, al segle xiv era considerat el 7è més important d'Anglaterra.
Al començament, a Dell Quay no hi havia ni magatzems ni cap hostal on passar la nit i els ciutadans de Chichester van demanar permís per fer un canal cap a la seva ciutat, cosa que se'ls va concedir però amb la condició de no tocar les terres del baró d'Effingham i això va fer impossible el projecte. A finals del segle xvi es va construir un hostal, el Crown & Anchor Inn.
Al segle xvii va ser necessari drenar la zona entre el port natural i el Dell Quay, traient sediments que impedien arribar els vaixells de 40 tones. Al segle xviii el producte que més s'exportava en aquest moll era el carbó procedent de Newcastle. Va ser llavors que es van construir tres grans dipòsits per emmagatzemar carbó. La grua original es va substituir el 1908 per una altra movible sobre rails, que després va funcionar amb gasoil.
Una forta ventada a l'agost del 1925 va causar estralls en els vaixells amarrats. Els propietaris, que lluitaven per reflotar el seu negoci es van adonar que la cooperació podria facilitar la tasca i això va conduir a la formació d'una associació, la Dell Quay Boat Club. El nom va ser canviat per Dell Quay Sailing Club quan el 1934 la major part dels socis eren aficionats a la vela. En aquest moll hi ha un edifici, depenent del Centre d'Educació del Port de Chichester, on es donen classes de navegació.

## Música
A Apuldram se celebra des del 1991 un festival de música anomenat Blues on the Farm, però sovint els reclams publicitaris porten el nom de la més coneguda ciutat de Cichester.